# MASINT

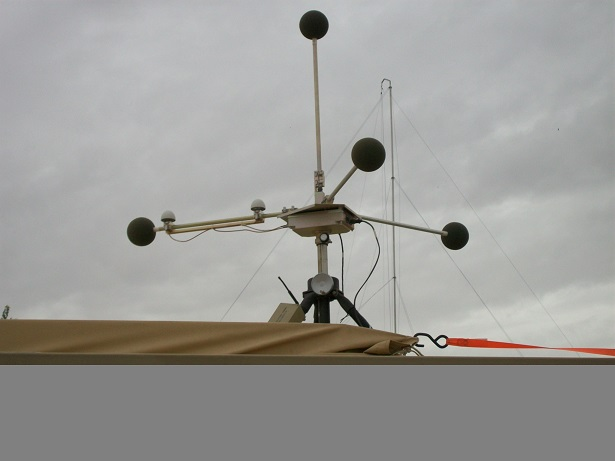
Akustischer MASINT-Sensor UTAMS der US-Streitkräfte (2010)

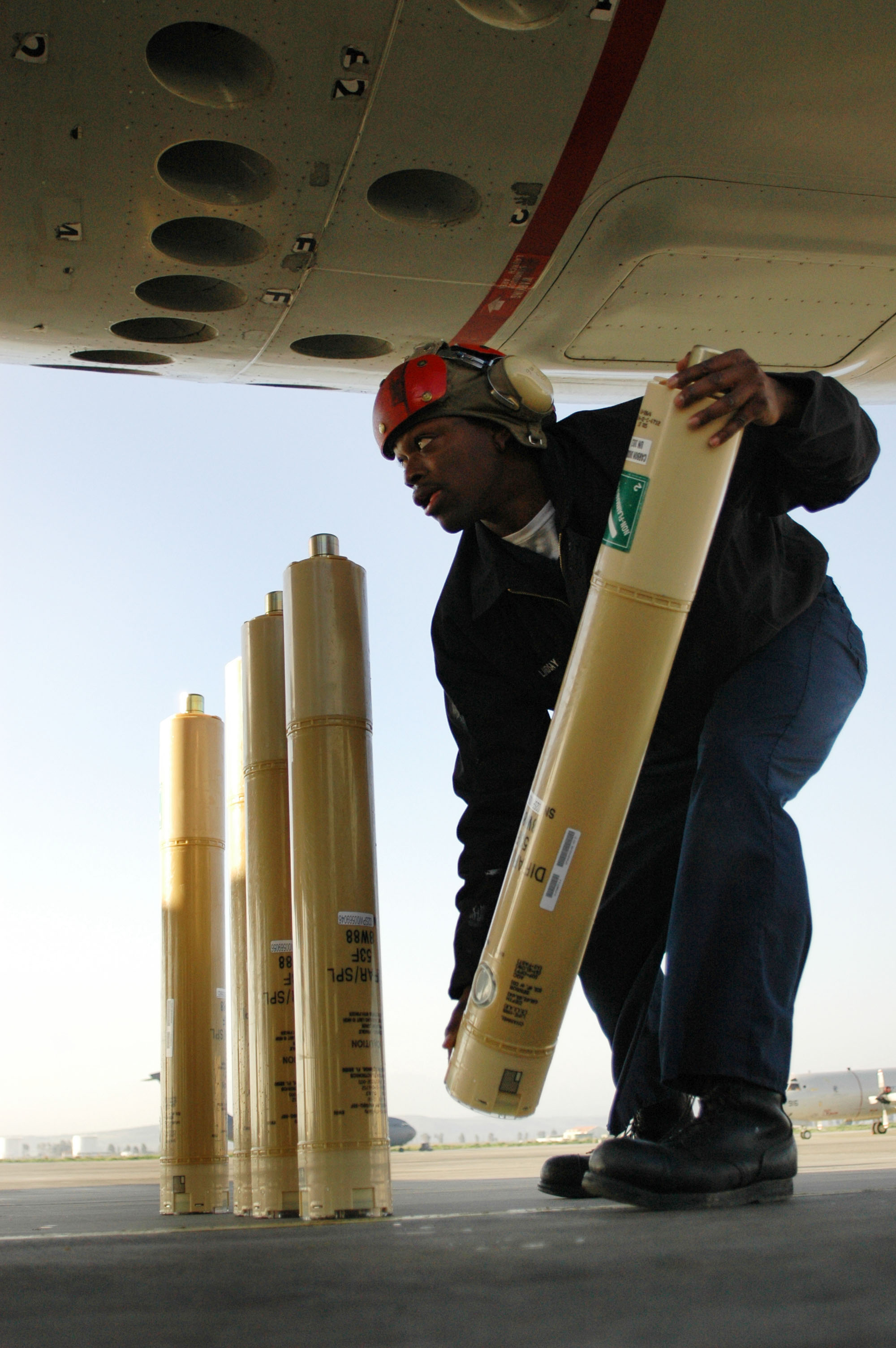
Sonarbojen unter einem Flugzeug bei einer NATO-Übung (2006)

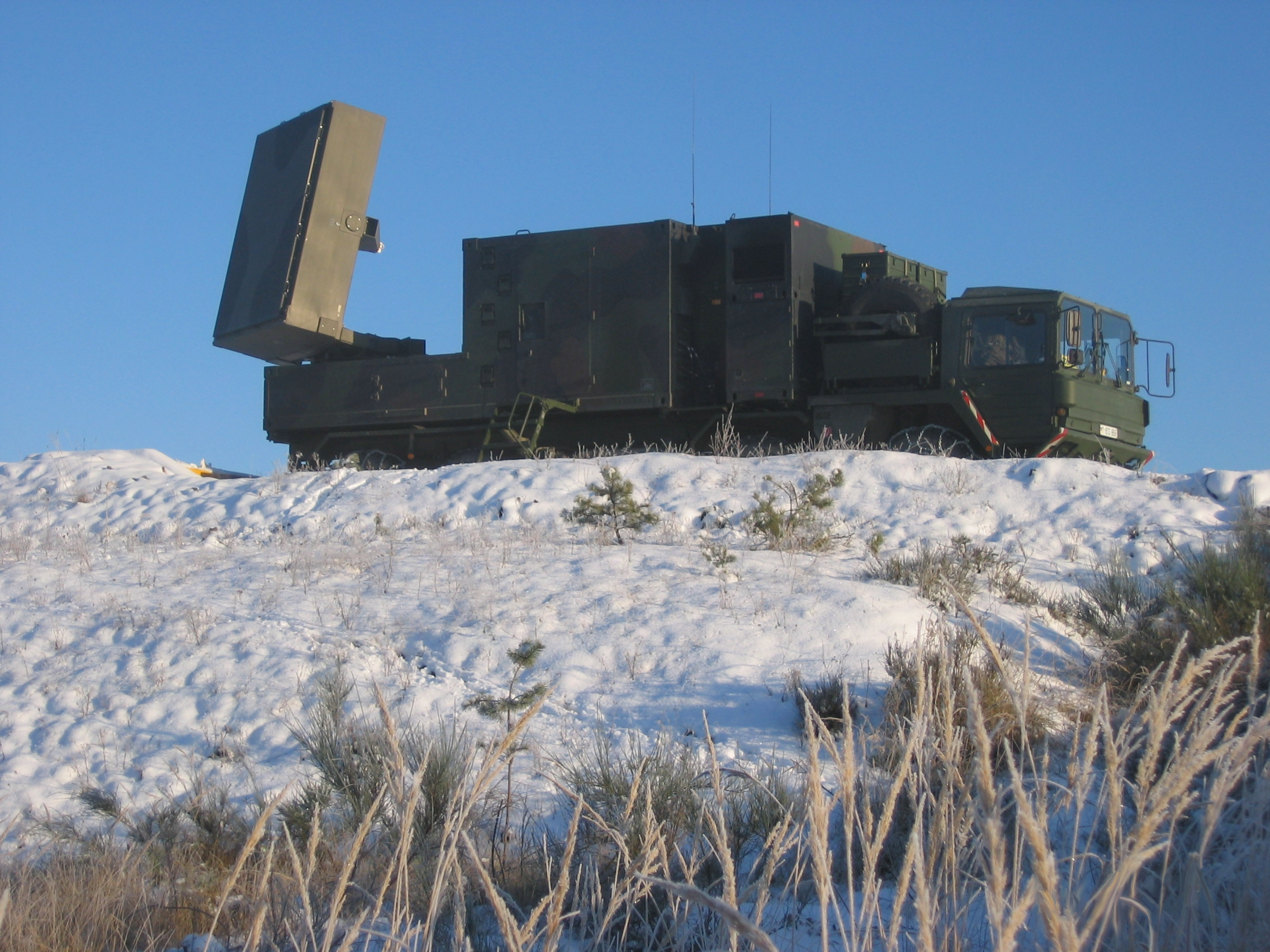
Deutsches Artillerieortungsradar COBRA (2005)

MASINT (englisch measurement and signature intelligence) ist eine nachrichtendienstliche Methode zur Informationsgewinnung.
Sie besteht in der Erfassung und Auswertung unbeabsichtigter Emissionen der Aufklärungsobjekte. Dabei kann es sich beispielsweise um elektromagnetische Abstrahlungen, Schall oder chemische Spuren handeln.

## Disziplinen
In den Streitkräften der USA wird MASINT federführend von der Defense Intelligence Agency betrieben und man unterscheidet sechs Disziplinen:
- elektrooptische MASINT (electro-optical MASINT)

Beispiele: Wärmebildkamera, SPRN-2 Prognos
- nukleare MASINT (nuclear MASINT)

Beispiel: Vela (Satellit)
- geophysikalische MASINT (geophysical MASINT)

Beispiele: Sonoboje, SOSUS
- Radar-MASINT (Radar MASINT)

Beispiel: Artillerieaufklärungsradar
- Substanzen-MASINT (materials MASINT)

Beispiel: ABC-Spürpanzer Fuchs
- Hochfrequenz-MASINT (radiofrequency MASINT).

Beispiel: Van-Eck-Phreaking